# Schloss
Schloss (pronunciación en alemán: /ˈʃlɔs/; pl. Schlösser; anteriormente escrito Schloß) es el término en alemán para designar a varios tipos de residencias nobiliarias y estructuras defensivas, muchas de ellas palaciegas. En líneas generales es similar al château francés, y, los de medidas más pequeñas, a una casa señorial. Si bien los más grandes y majestuosos son similares a palacetes y hasta palacios, mientras que los más fortificados —normalmente ubicados en puntos estratégicos— son más bien castillos que albergaban las residencias nobiliarias de los señores de sus dominios.

## Definición
Ya que el término Schloss  puede referirse a varios tipos de estructuras, su traducción a otros idiomas depende de su significado concreto. En español puede conservar su nombre original (con la palabra Schloss), aunque muchas veces se traduce según sus funciones; esta traducción, en la mayoría de casos, usa los términos ‘palacio’ o ‘castillo’, de acuerdo con el tipo de estructura, aunque en algunos casos también se traduce a ‘residencia’ y, menos común, a ‘mansión palaciega’ (en el caso de algunos palacetes carentes de todo elemento defensivo).
Cabe destacar que en alemán existen palabras concretas para cada una de estas formas: Burg (castillo), Palast (palacio), Festung (fortaleza), Residenz (residencia, incluyendo a las ciudades residencia), etc. Estos vocablos forman muchas veces parte del nombre de la estructura. Si bien después de la Edad Media (durante la proliferación de este tipo de estructuras), los castillos medievales perdieron en muchos casos su aspecto clásico y se convirtieron en residencias con aspecto más palaciego. Este tipo de Schlösser suelen traducirse como «castillos», a pesar de que fueron construidos con el elemento residencial como motivo arquitectónico; mientras que las grandes construcciones de aspecto más lujoso se traducen por «palacios».
Muchos castillos recibieron la denominación Schloss después de que perdieran su importancia defensiva en la Edad Moderna, y muchos se adaptaron a los nuevos gustos durante los períodos del Renacimiento y el Barroco.
Al igual que otros castillos, buena parte de los Schlösser están rodeados de un foso, recibiendo el nombre de Wasserschloss (castillo de agua). Otros tipos incluyen el Stadtschloss (palacio de ciudad), el Jagdschloss (pabellón de caza) y el Lustschloss (palacio de placer o residencia de verano, que en español suele conocerse por el galicismo folie). Este último a veces tiene su nombre con los vocablos por separado, como el caso de Schloss Ludwigslust (Palacio Ludwigslust).

Del mismo modo, en las lenguas escandinavas (idiomas germánicos relacionados), el cognado slot o slott se usa normalmente para lo que podría ser un palacio o un castillo (su uso es más común, reemplazando palabras de uso más raro, como palats/palæ, kastell o borg). En neerlandés, por otra parte, es todo lo contrario: la palabra slot se considera más arcaica; hoy en día, se usa comúnmente paleis o kasteel.

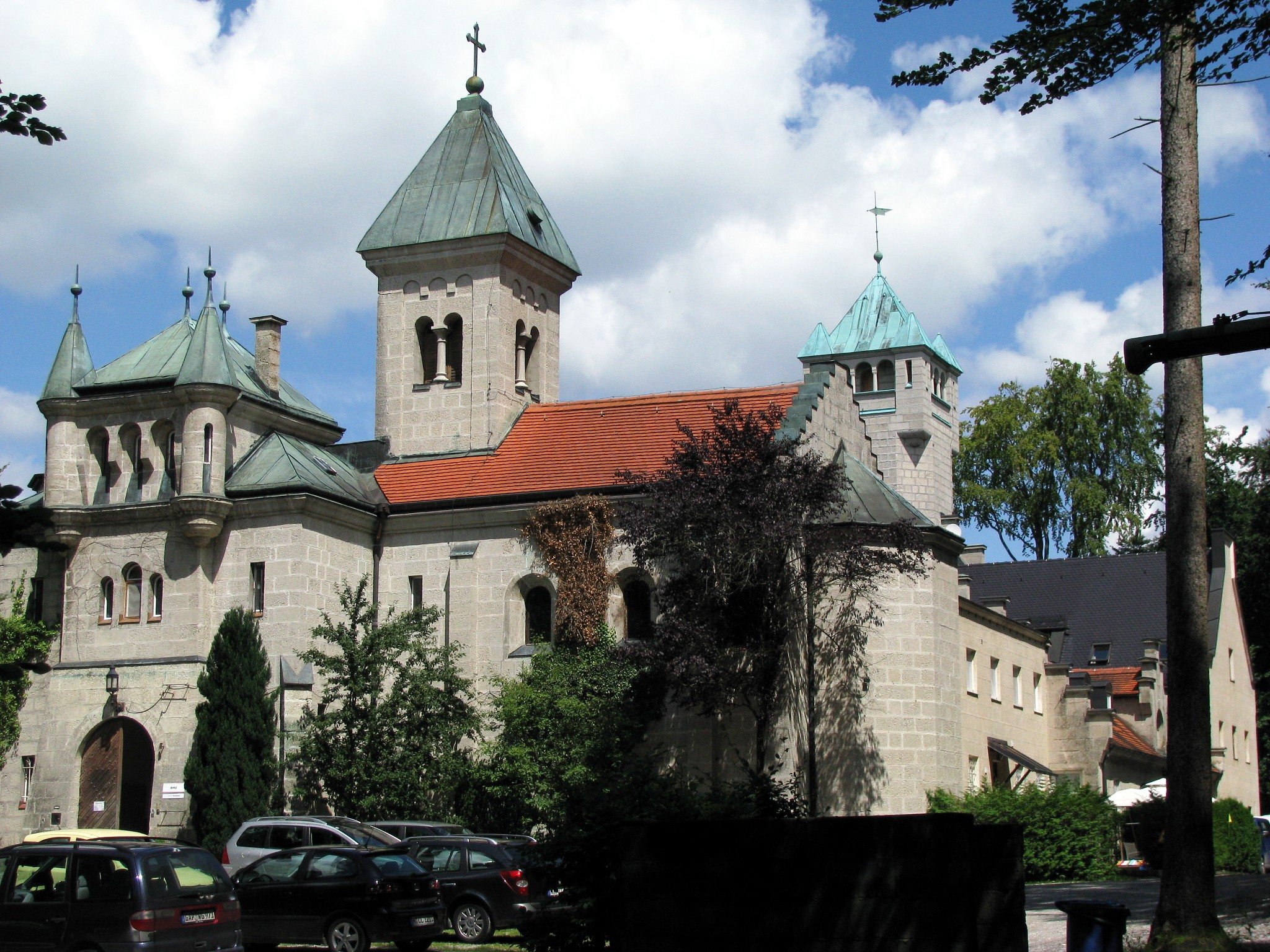
Castillo de Seeburg, en Münsing, al sur de Baviera. Ejemplo de un Schloss que corresponde más a la definición de castillo en español.
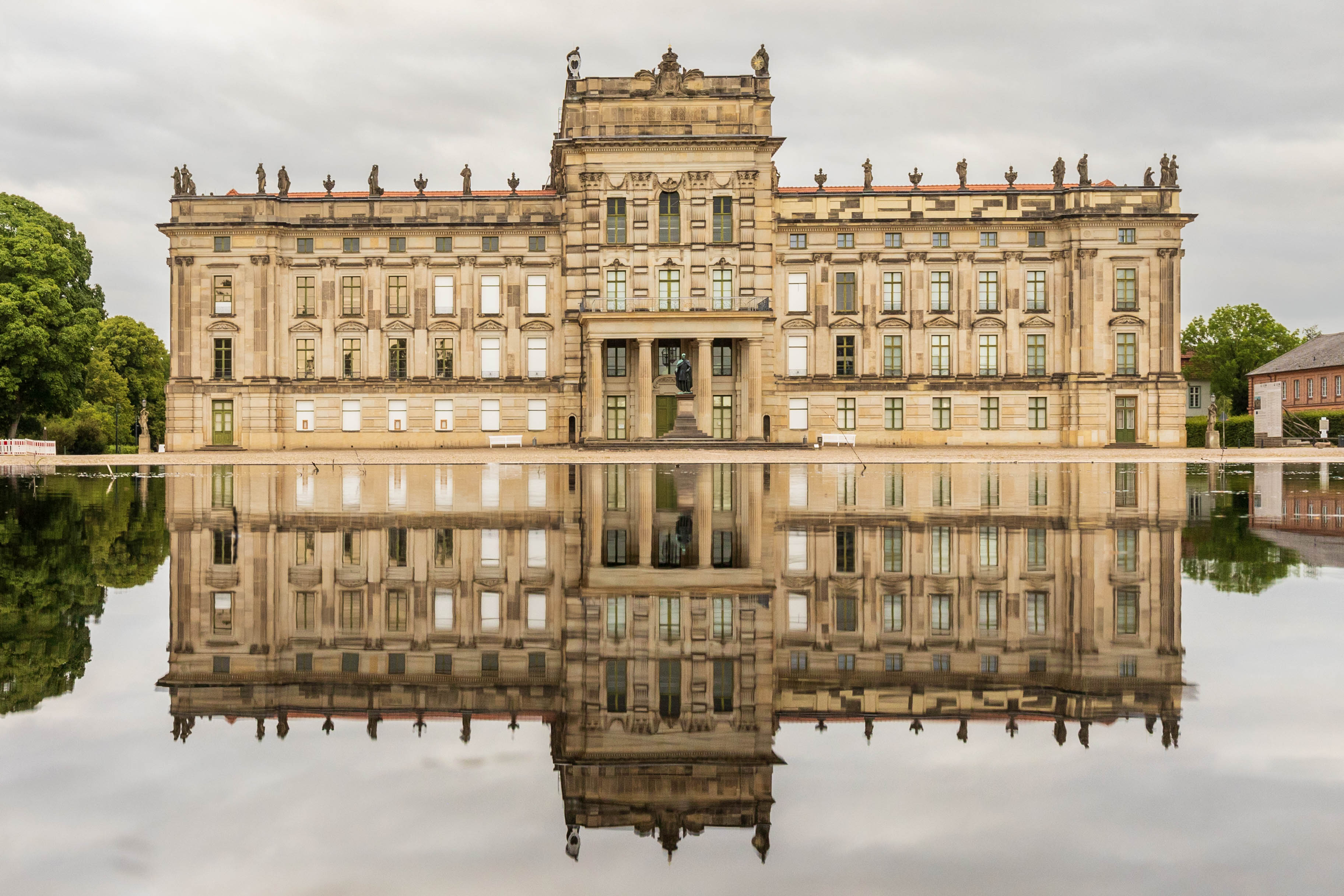
El palacio de Ludwigslust, en la ciudad homónima en el noreste de Alemania, es un ejemplo de palacete que recibe en alemán la definición de Schloss.
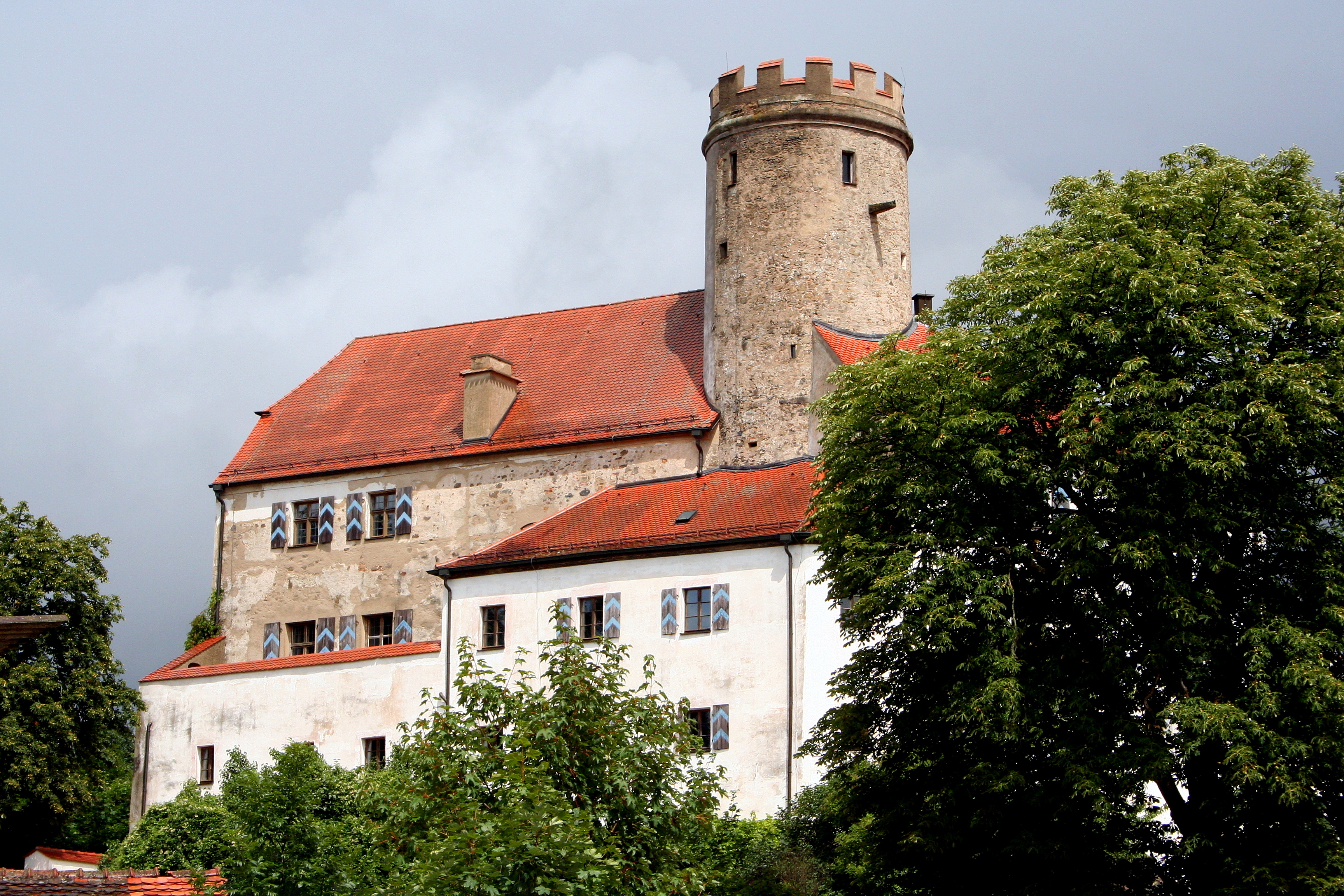
El castillo de Thierlstein, en Cham, Baviera, es un ejemplo del uso de ambos vocablos en alemán, Schloss y Burg, para ciertos castillos: Schloss Thierlstein / Burg Lichtenstein.

## Normas de escritura
Cuando se usa la palabra Schloss como parte del nombre original, se escribe con la inicial en mayúscula, mientras que en el caso de las palabras españolas (salvo excepciones) se escribe en minúscula. Cuando la palabra alemana se emplea como sustantivo común, aunque en alemán se escribe con la inicial en mayúscula, según las normas de transliteración, se escribe en minúscula cursiva.

## Ejemplos deSchlösser
A veces, el Kaiserpfalzen carolingio medieval ya se considera como un Schloss , como el Palacio de Aquisgrán o el Palacio Imperial de Goslar.
Gótico
- Schloss Albrechtsburg en Meißen, considerado el Schloss más antiguo de Alemania.[2]
- Schloss Allner
- Schloss Blutenburg en Múnich, un «castillo», pero un Schloss en alemán.

Renacimiento
- Schloss Glücksburg
- Schloss Güstrow
- Schloss Johannisburg
- Schloss Mespelbrunn
- Schloss Neuburg
- Schloss Weilburg

Barroco
- Schloss Belvedere en Viena
- Schloss Esterhazy en Eisenstadt
- Schloss Hellbrunn en Salzburgo
- Schloss Ludwigsburg
- Schloss Ludwigslust
- Schloss Mirabell en Salzburgo
- Schloss Moritzburg
- Schloss Nymphenburg en Múnich
- Schloss Pillnitz
- Stadtschloss Potsdam
- Schloss Rastatt
- Schloss Sanssouci
- Schloss Schleißheim en Oberschleißheim, un suburbio septentrional de Múnich
- Schloss Schönbrunn en Viena
- Schloss Schwetzingen
- Schloss Weilburg

Neobarroco
- Schloss Linderhof
- Schloss Herrenchiemsee

Neoclasicismo
- Schloss Charlottenhof
- Schloss Glienicke
- Schloss Weimar
- Schloss Wilhelmshöhe
- Schloss Bellevue

Historicismo
- Schloss Babelsberg
- Schloss Callenberg
- Schloss Drachenburg
- Schloss Granitz
- Schloss Marienburg
- Orangerieschloss Potsdam
- Schloss Schwerin
- Schloss Stolzenfels
- Burg Hohenzollern, un «castillo» tanto en español como en alemán
- Schloss Ringberg en Kreuth (Baviera)

Varios
(En relación con los lugares en uso durante largos períodos de tiempo, después de haber sido ampliados y/o haber tenido renovaciones en diferentes estilos, de sus respectivas épocas, y por lo tanto mostrar al menos dos y, a menudo, más estilos)
- Stadtschloss Berlin
- Münchner Residenz